# Движение объединения

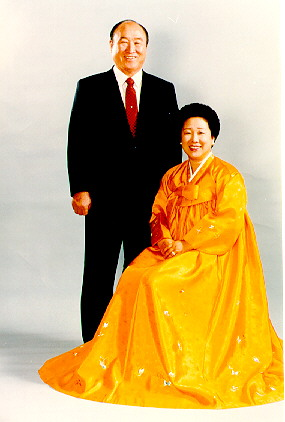
Мун Сон Мён и Хан Хакча — основатели Движения объединения

Движение объединения — общественное движение, включающее неправительственные организации в области культуры, науки и предпринимательства, действующее большинстве стран мира, основанные корейским религиозным и общественным деятелем Мун Сон Мёном.
Следует отличать понятие Движения объединения, включающего не исполняющие религиозных или прозилетических целей учреждения культуры, просветительские объединения, образовательные учреждения, неправительственные организации и коммерческие предприятия, от Церкви объединения (новое религиозное движение), деятельность которой носит религиозный и миссионерский характер.
Ниже приводится список проектов и организаций, основанных в рамках Движения объединения Муном лично или другими людьми с целью применения на практике или продвижения его идей.

## Культура и искусство
- Кировская академия балета (англ. Kirov’s Academy of Ballet) — школа классического танца, основанная в Вашингтоне в 1990 году Корейским культурным фондом (Korean Cultural Foundation)[6][7][8].

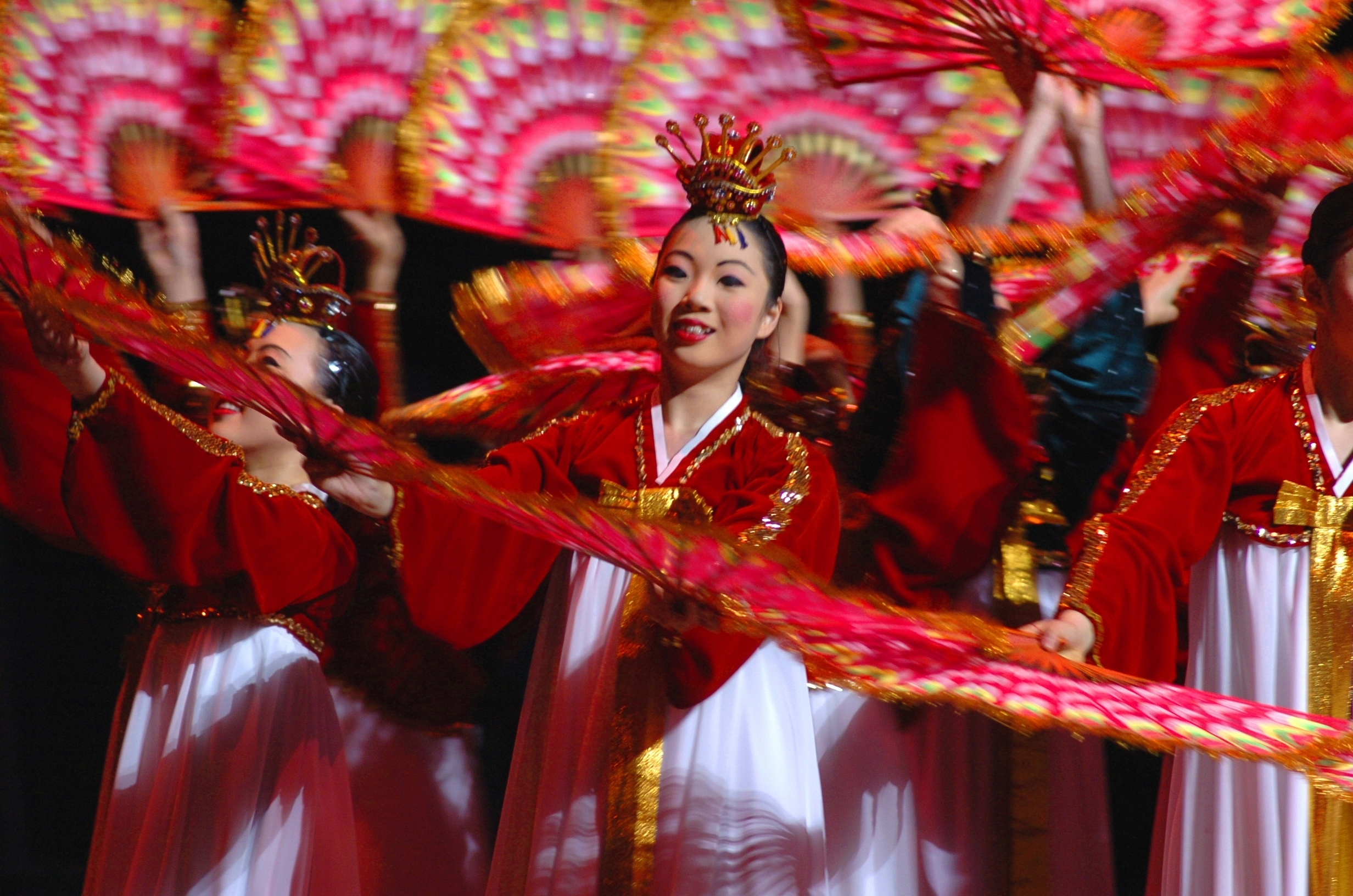
Маленькие ангелы

- Маленькие ангелыМаленькие ангелы (англ. The Little Angels) — танцевальная труппа, основанная в 1962 году для создания положительного имиджа Южной Кореи в мире[9][10][11]. В 1973 году танцоры выступили в штаб-квартире ООН в Нью-Йорке[12]. Танцы группы основаны на корейских легендах и региональных танцах, а костюмы — на традиционных корейских стилях[13]. Маленькие ангелы выступали перед Президентами США Биллом Клинтоном и Джорджем Бушем-старшим, в 1973 году в штаб-квартире ООН в Нью-Йорке[14]. В память о 60-летии Корейской войны Маленькие ангелы выступали во время турне по 17 странам-союзникам Кореи, организованном при поддержке правительства Республики Корея[15][16]. В 2013 году труппа «Маленькие ангелы» гастролировала по США, Канаде, Японии, странам Большой двадцатки и крупным городам России[17]. Турне частично финансируется правительством Южной Кореи[18].
- Манхэттен-центр (англ. Manhattan Center) — театр и студия звукозаписи в Нью-Йорке[19]
- Нью-Йорк Сити Симфони (англ. New York City Symphony) — городской классический оркестр в Нью-Йорек, США. Оркестр концертировал на различных нью-йоркских площадках, в том числе в Линкольн-центре и Колумбийском университете; вслед за Людвигом им в 1980-е гг. руководили Брайан Сондерс и Франческо Сантелли. В настоящее время выступает под руководством Дэвида Итона[20].
- Universal Ballet — основанная в Южной Корее в 1984 году, является одной из четырех профессиональных балетных трупп в Южной Корее. Репертуар труппы включает в себя множество полнометражных классических сюжетных балетов, а также более короткие современные произведения и оригинальные полнометражные корейские балеты, созданные специально для труппы. Джулия Мун была прима-балериной компании до 2001 года, а сейчас занимает пост генерального директора[21][22][23][24][25]. Наиболее известная постановка труппы — традиционный корейский балет — Сим Хчон.

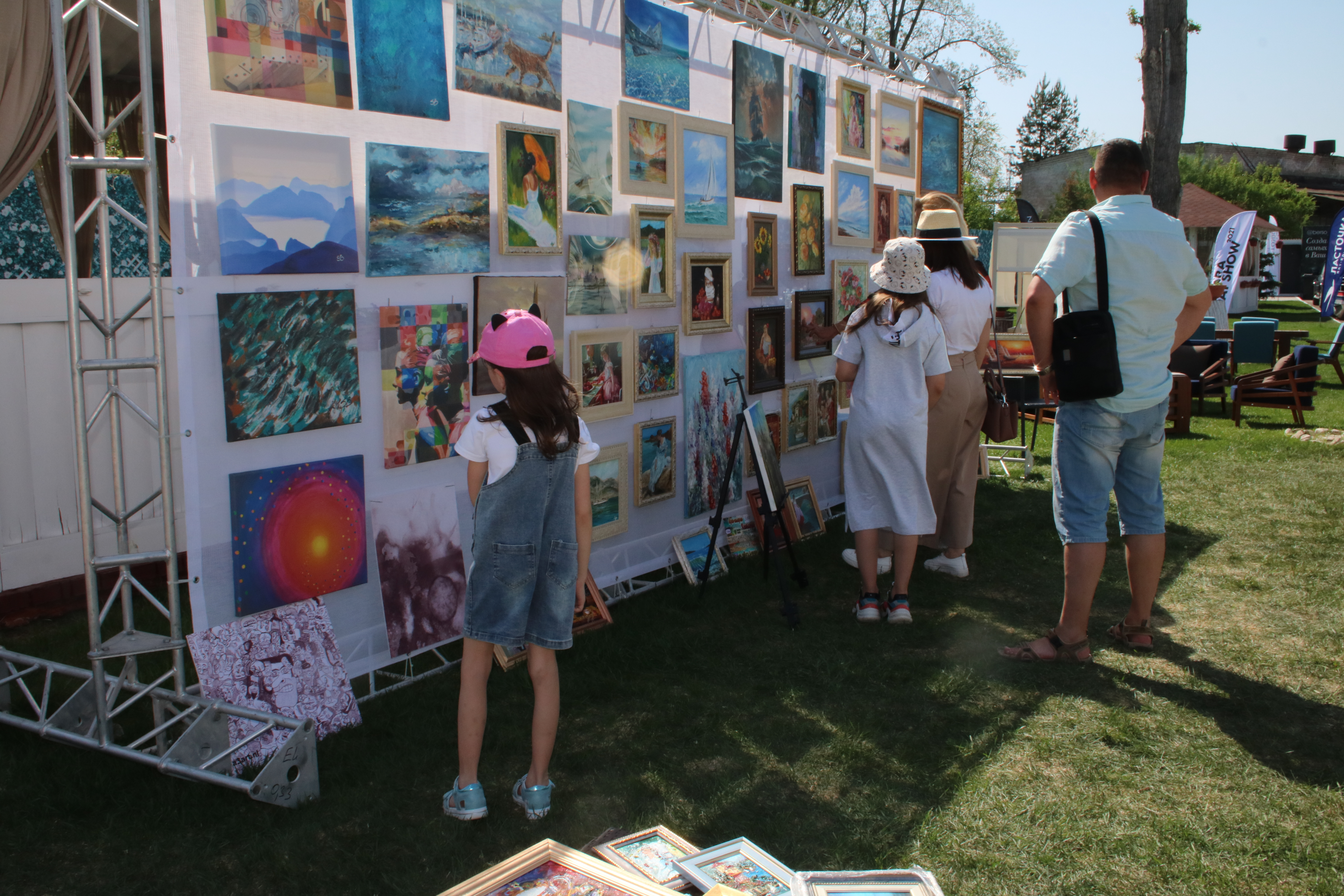
Выставка работ художников, Международная ассоциация работников искусства и культуры за мир, Самара, 2021 год

- Выставка работ художников, Международная ассоциация работников искусства и культуры за мир, Самара, 2021 годМеждународная ассоциация работников искусства и культуры за мир (англ. International Association of Arts and Culture for Peace, IAACP) создана и действует как одна из специализированных организаций UPF[26][27].
- Школа искусств Сонхва (англ. Sunhwa Arts School) — частная, с совместным обучением, подготовительная школа искусств в Сеуле, Корея, одна из двух ведущих южнокорейских школ в области среднего музыкального образования[28][29].
- Академия балета Юниверсал (англ. Universal Ballet Academy) — балетная школа в Сеуле (Южная Корея), основанная Мун Сон Мёном в 1994 году[30]. Ассоциирована с балетной труппой «Юнивёрсал-балет». Президентом академии является Джулия Мун, которая в 2010 году получила от Министерства культуры Республики Корея орден за заслуги в области культуры[31].
- Атлантик-Видео (англ. Atlantic Video Inc.) — мультимедийная студия в Вашингтоне, США[32]. Студия считалась самым большим предприятием для подготовки телевизионного контента в Вашингтоне[33].
- Пхёнъиль (кор. 일기획) — производитель цифрового видео-контента в Южной Корее.
- Никарагуа был нашим домом — документальный фильм. Снят в 1986 году[34]. Режиссёр — американский журналист Ли Шапиро.

Фильм «Инчхон», 1982 год

- Фильм «Инчхон», 1982 годИнчхон (англ. Inchon) — фильм-драма режиссёра Теренса Янга 1982 года об Инчхонской битве во время Корейской войны. Главный герой фильма — генерал Дуглас Макартур (Лоренс Оливье), который возглавлял неожиданную высадку десанта США в Инчхоне, Южная Корея в 1950 году. Фильм является вымышленным пересказом исторических событий[35].
- Фонд культуры и искусства Юниверсал — один из ведущих балетных концернов Южной Кореи, расположенный в Сеуле и управляющий следующими компаниями: Центр изящных искусств Юниверсал, Юниверсал-балет, Академия балета Юниверсал[36].
- Международный культурный фонд (англ. International Cultural Foundation, ICF) — благотворительный фонд, основанный в 1968 году[37].

## Наука
- Институт глобальных экономических мер (Global Economic Action Institute, GEAI) — вашингтонская лоббистская организация, в председательский совет которой входили многие видные политики, экономисты и религиозные деятели разных стран[38][39]. Основана в 1983 году.
- Вашингтонский институт морально-нравственной государственной политики (англ. Washington Institute for Values in Public Policy) — это научно-исследовательский институт, созданный Мун Сон Мёном в 1981 году с целью «изучать последствия внутренней и внешней политики государства с сильным уклоном на этические последствия применения той или иной государственной политики»[40]. Директор — Ричард Рубинштейн[41]. Институт пропагандировал добродетель служения[42] и консервативные ценности[43] .
- Международный совет безопасности (Council for Inter-American Security, CIS) — проправительственный[44] лоббистский научно-исследовательский институт Мун Сон Мёна[45], основанный в 1979 году в Вашингтоне[46] с целью изучения глобальных внешнеполитических вопросов безопасности, в частности на Ближнем Востоке, проводил конференции по вопросам международной безопасности[47], приглашая на них лидеров из разных государств и стран, включая коммунистический Китай[48][49][50].

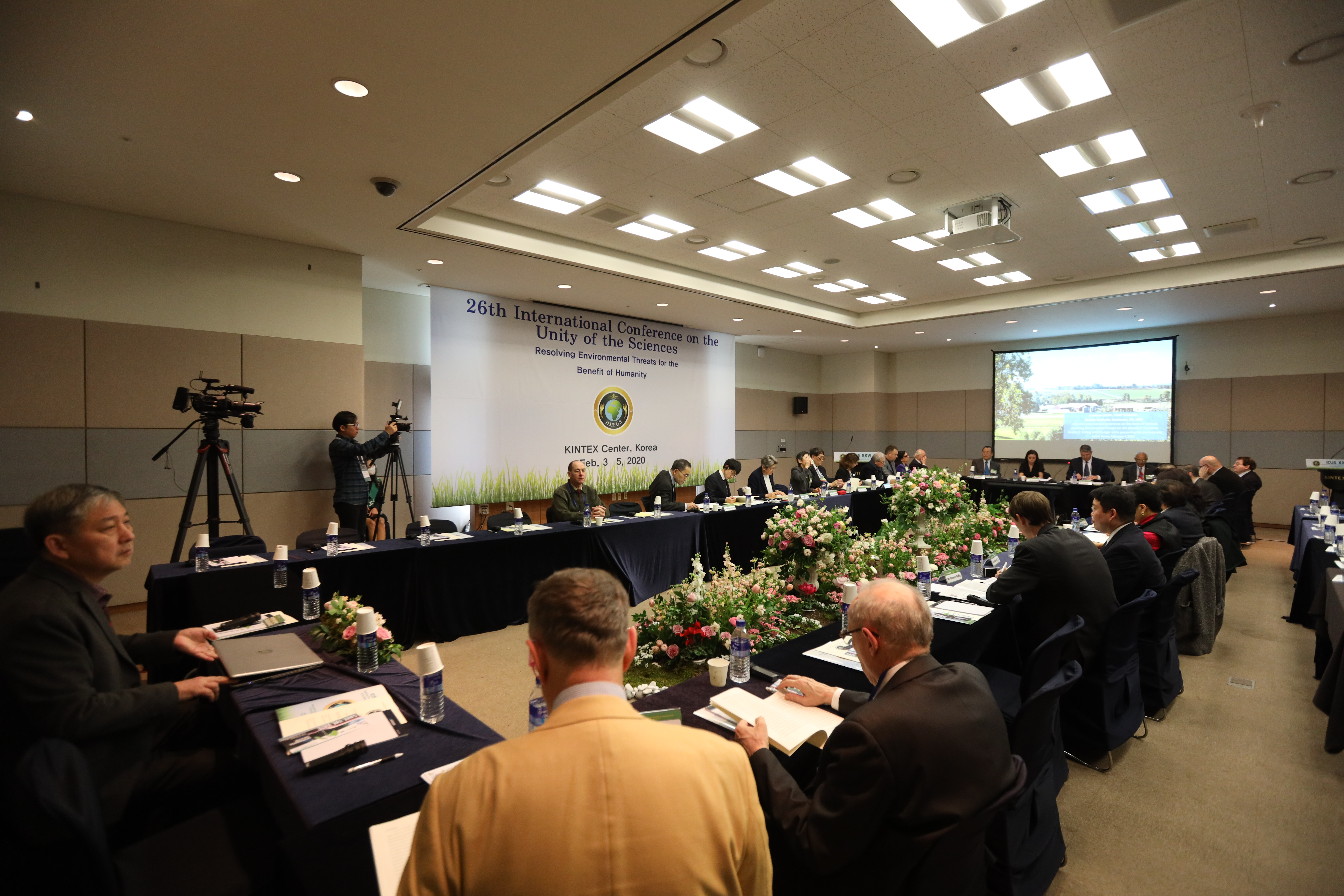
Аудитория, Международная конференция за единство наук, Сеул 4 февраля 2020 года

- Аудитория, Международная конференция за единство наук, Сеул 4 февраля 2020 годаМеждународная конференция за единство наук (англ. International Conference for the Unity of Sciences, ICUS) — серия конференций, ранее спонсируемых Международным фондом культуры, а с 2017 года — Международным фондом единства наук Хё Чжон (HJIFUS)[51]. В первой конференции, состоявшейся в 1972 г., приняли участие 20 человек; в то время как крупнейшая конференция, состоявшаяся в Сеуле, Южная Корея, в 1982 году, собрала 808 участников из более чем 100 стран[52]. Среди участников одной или нескольких[53] конференций были лауреаты Нобелевской премии Джон Экклс (физиология и медицина, 1963 г., который возглавлял конференцию 1976 г.)[51], Юджин Вигнер (физика, 1963 г.), экономист и политический философ Фридрих Хайек[54], эколог. Кеннет Мелланби, Фредерик Зейтц, пионер физики твердого тела, Ниниан Смарт, президент Американской академии религии[55], и теолог Холокоста Ричард Рубинштейн[56]. После 2015 года конференции были посвящены экологическим проблемам — повышение уровня моря и температуры воды, нехватка продовольствия, возобновляемые источники энергии и управление отходами. Темой ICUS XXIII в 2017 году была «Экологический кризис Земли и роль науки», а на ICUS XXIV в 2018 году аналогичная тема: «Научные решения экологических проблем Земли»[57]. Темой ICUS XXV в 2019 году была «Гигиена окружающей среды и качество жизни человека»[58].
- New World Encyclopedia — энциклопедия основных понятий, используемых при межрелигиозном и межэтническом диалоге[59].
- Академия профессоров за мир во всём мире (англ. Professors World Peace Academy, PWPA) — неправительственная организация по академическим обменам. Была основана в 1973 году Сон Мён Муном[60]. Сейчас PWPA имеет отделения более чем в ста странах[61].

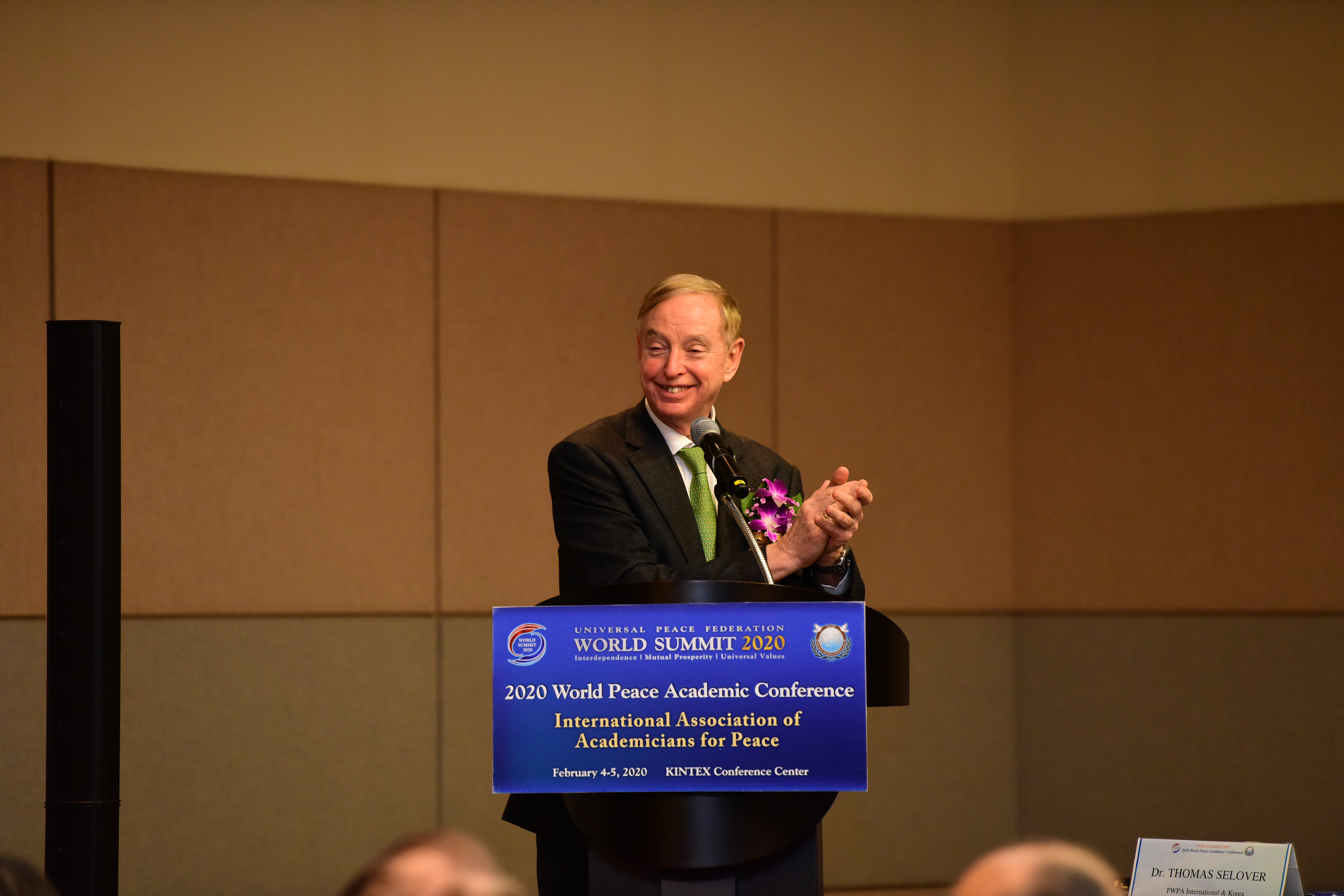
Джон Селовер, конференция Международной Ассоциации учёных за мир, 2020 год

- Джон Селовер, конференция Международной Ассоциации учёных за мир, 2020 годМеждународная ассоциация учёных за мир (англ. International Association of Academicians for Peace, IAAP) была основана и действует как одна из ассоциаций мира Федерации за всеобщий мир[62][63][64][65][66].

## Образование

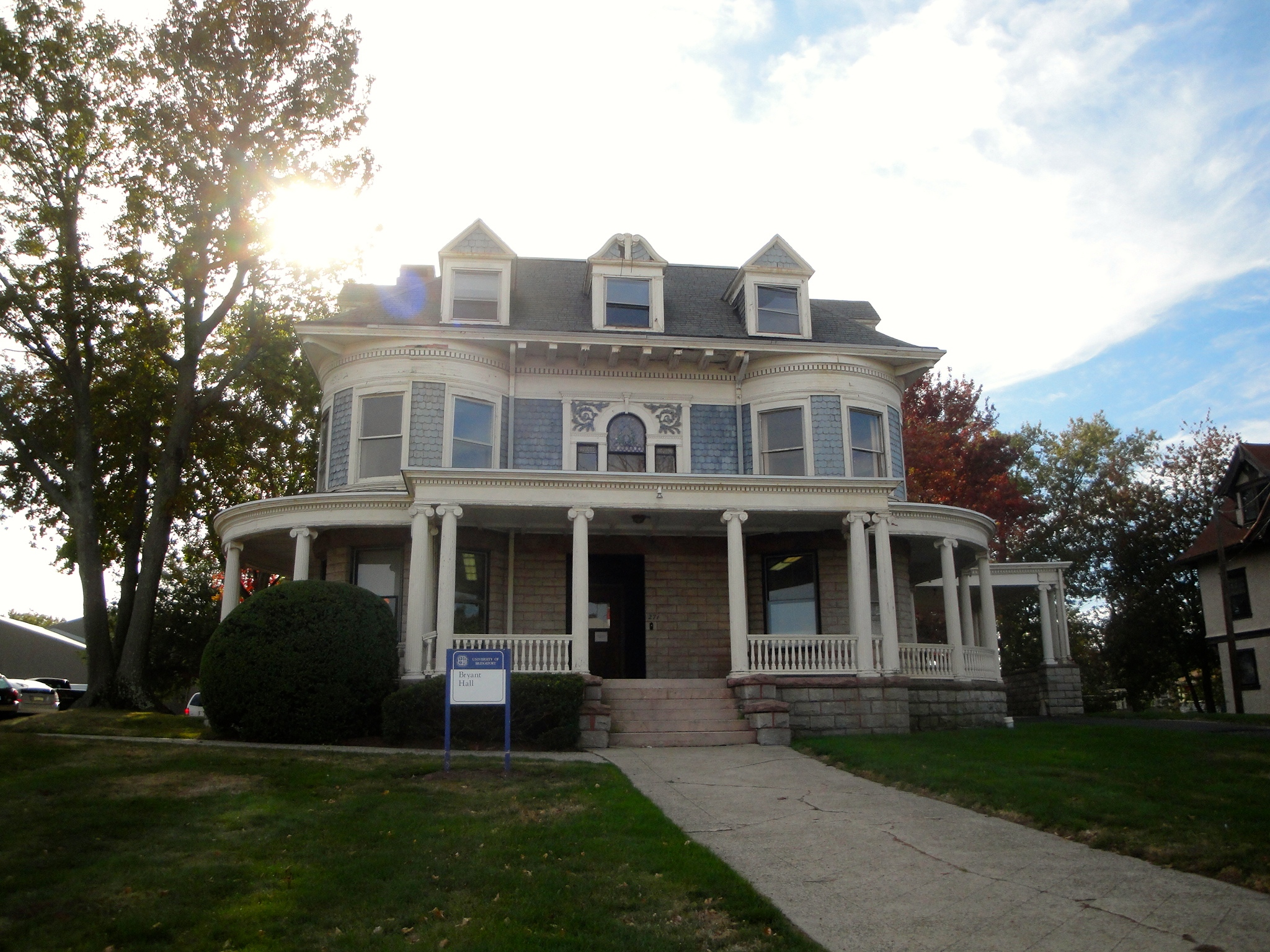
Бриджпортский университет

- Бриджпортский университет[67] — высшее учебное заведение в Бриджпорте, штат Коннектикут, США. Академия профессоров за мир во всем мире инвестировала $50,5 млн в университет 30 мая 1992 года,[68] поддерживая аккредитацию университета.[69] Руководил университетом Ричард Л. Рубинштейн до 1999 года. На этом посту его сменил Нил Салонен[70].
- Начальная школа Кёнбок (кор.경복초등학교) — сеульская начальная школа на 107 классов и на 2400 учеников, созданная Мун Сон Мёном в 1965 году и аккредитованная Министерством образования Республики Корея[71].
- Средняя школа Сонджон (англ. Sunjung High School) — это частная средняя школа на 1861 человек в Сеуле, основанная Мун Сон Мёном и аккредитованный Министерством образования Республики Корея[72].

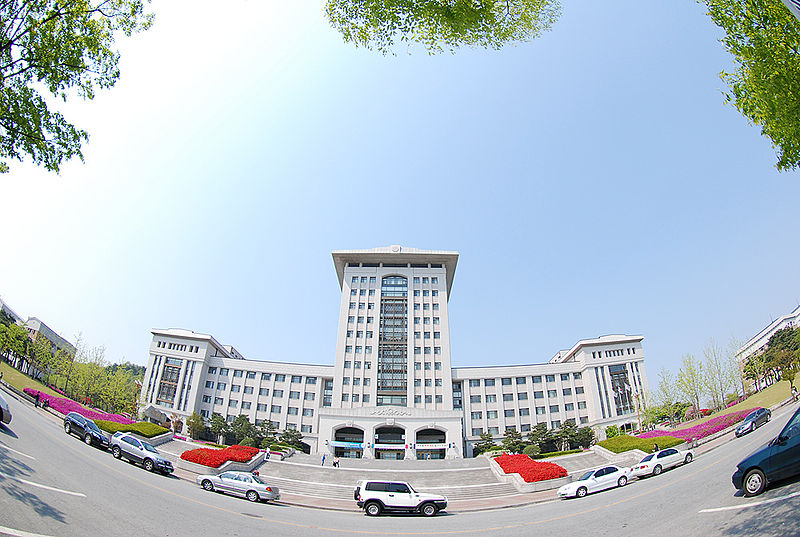
Санмун-Университет

- Санмун-УниверситетСанмун-Университет[67] (кор. 선문대학교, англ. Sun Moon University, SMU) — высшее учебное заведение. Основано 20 марта 1989 года.
- Академия Нью Хоуп (англ. New Hope Academy) — учреждение начального образования, находится в Ландовер-Хиллз, Мэриленд, США[73][74].
- Всемирная федерация университетов (англ. World University Federation, WUF) — неправительственная организация, основанная в Монтевидео, Уругвай, в феврале 1996 года для создания всемирной сети общения между ректорами университетов и учеными всех стран[75].

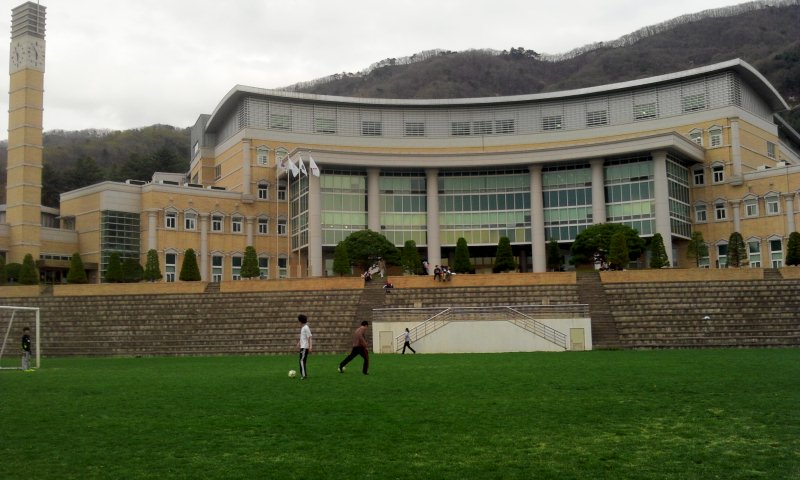
Международная академия Чхонсим

- Международная академия ЧхонсимМеждународная академия Чхонсим (кор. 청심국제중고등학교, 淸心國際中高等學敎) — это международная частная средняя школа, расположенная в Южной Корее[76][77][78][79].
- Международный фонд образования (англ. International Educational Foundation, IEF) — организация, которая родилась в ходе конференции в ноябре 1992 года и носила название «Духовное обновление и нравственное образование»[80]. В этом мероприятии, приняли участие учителя из 88 областей со всей России. Учителя и методисты со всех концов страны были действительно вдохновлены философией, взглядом на мир и видением представителей Движения Объединения[81].
- Теологическая семинария Объединения (англ. Unification Theological Seminary, UTS) — главная семинария Международной Церкви Объединения. Расположена в Барритауне, штат Нью-Йорк, США, имеет центр повышения квалификации в центре Манхэттена. Цель — обучение лидеров и богословов Церкви Объединения[82]. Первые занятия семинарии состоялись в сентябре 1975 года. Региональная аккредитация учреждения Комиссией по высшему образованию Средних штатов, впервые предоставленная в 1996 году, была подтверждена в 2016 году[83][84][85]. Хотя большинство студентов были членами Церкви Объединения[86], все большее их число принадлежит к различным церквям и конфессиям. Профессора семинарии представляют самые разные конфессии, включая раввинов, шейхов, методистских священников, пресвитерианцев и римско-католических священников[87][88][89]. В 2003 году в семинарии обучалось около 120 студентов, большинство из которых прибыли из Южной Кореи и Японии, где проживает большое количество членов Церкви Объединения[90].

## Миротворчество

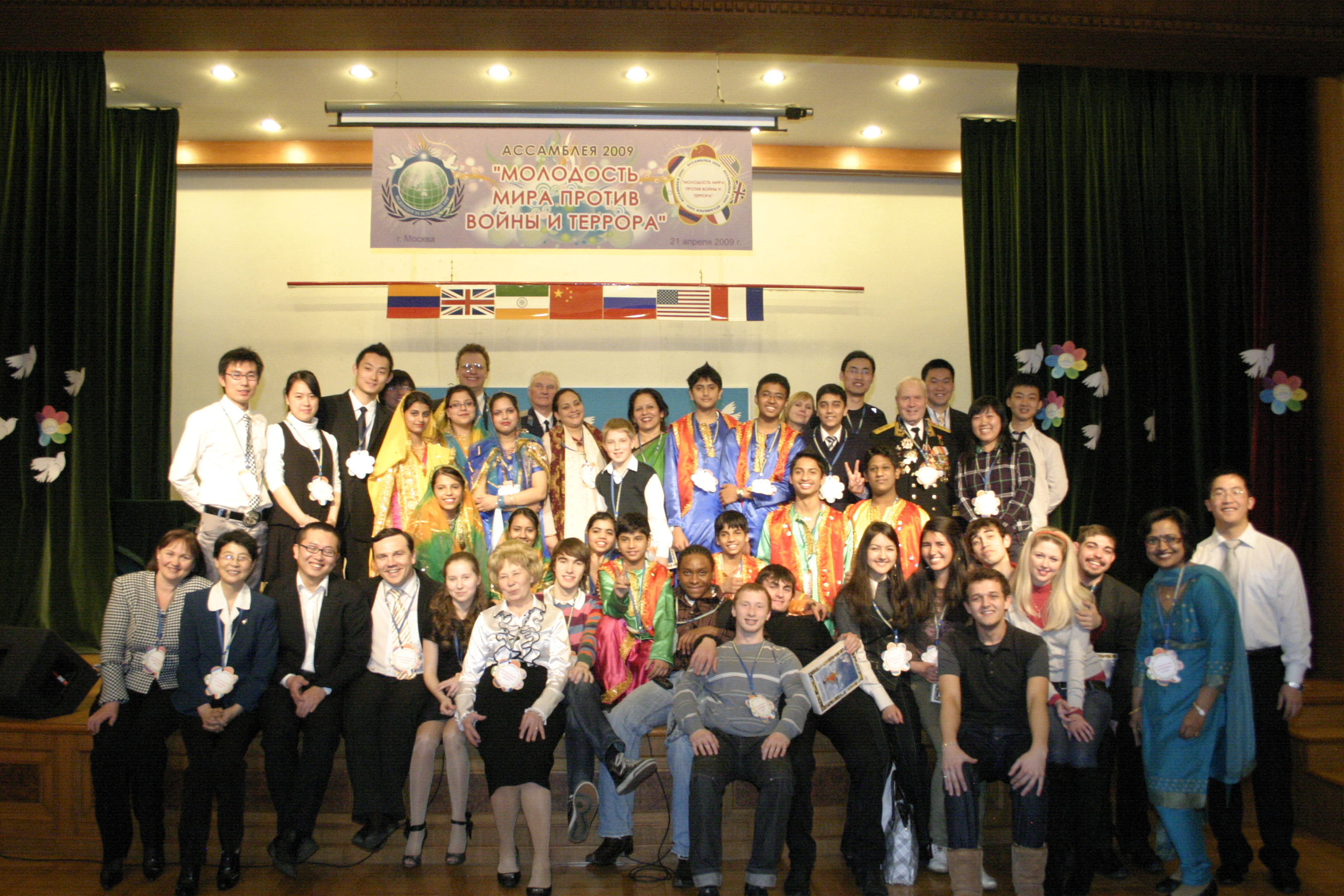
Молодёжная ассамблея, Федерация за всеобщий мир, Москва, 21 апреля 2009 года

- Молодёжная ассамблея, Федерация за всеобщий мир, Москва, 21 апреля 2009 годаФедерация за всеобщий мир (англ. Universal Peace Federation) — неправительственная организация в генеральном консультативном статусе при ЭКОСОС ООН. С 2000 года и до своей смерти в 2012 году Мун выступал за создание межрелигиозного совета при Организации Объединенных Наций в качестве средства сдерживания и противовеса ее чисто политической структуре[91][92]. С тех пор король Саудовской Аравии Абдалла и король Испании Хуан Карлос I продвигали в ООН этого предложение[93]. Федерация за всеобщий мир имеет консультативный статус при Экономическом и Социальном Совете ООН[94][95], член Комиссии ООН по устойчивому развитию[94][96], член Отдела ООН по правам палестинцев[97][98], член Совета ООН по правам человека[99][100][101], член КПЧ ООН[102][103], член Департамента ООН по экономическим и социальным вопросам и Экономической и социальной комиссии Организации Объединенных Наций для Азии и Тихого океана[104]. 1 июля 2019 года президент федерации Томас Уолш встретился с Папой Франциском в Ватикане на частной аудиенции[105][106][107]. В их разговоре подчеркивалась важность молитвы и семьи, федерация подчеркнула приверженность сотрудничеству с партнерами Католической Церкви в области семьи, экологии и межконфессиональных отношений. В завершение встречи обсуждался готовящийся Саммит федерации 2020 года в Южной Корее[108][109][110]. В составе федерации работает Международная ассоциация парламентариев за мир.
- Всемирная ассоциация неправительственных организаций (англ. World Association of Non-Governmental Organizations, WANGO) — международная сеть неправительственных организаций для выполнения Целей Устойчикого Развития ООН[111][112]. Цель Ассоциации — создание всемирной межэтнической сети организаций для способствования установления мира и оказания гуманитарной помощи в конфликтных зонах[113][114][115]. Ассоциация представляет собой союз неправительственных организаций с целью совместного миротворчества и создания культуры мира и совместной ответственности[116][117].

## Семья
- Федерация семей за объединение и мир во всём мире (англ. Family Federation for World Peace and Unification, FFWPU) — неправительственная организация, работающая с 1996 года[118]
- Федерация женщин за мир во всём мире (кор. 세계평화여성연합, англ. Womens Federation for World Peace, WFWP) была основана в 1992 году Хан Хакча с целью побудить женщин более активно работать над продвижением мира в своих сообществах и обществе в целом. В состав входят члены из 143 стран[119][120][121].

## Религия

Флаг Церкви объединения

- Ассоциация святого духа за объединение мирового христианства (сокр. Церковь объединения) — религиозная организация, основанная Мун Сон Мёном в 1954 году в Республике Корея.

## Добровольчество
- Фонд Глобального фестиваля мира (англ. Global Peace Festival Foundation)— это серии фестивалей, предназначенные для продвижения мира во всем мире и сотрудничеству под девизом «Единая семья под Богом». Программа началась в 2007 году[122].
- Международный фонд помощи и дружбы (англ. International Relief and Friendship Foundation, IRFF) — Этот фонд, основанный в 1975 году, распространял продовольствие, медикаменты и одежду для школьников в странах Африки и Латинской Америки. В южной Азии фонд поддерживает школьные программы, программы, связанные с помощью беженцам, а также на долгое время берет заботу над девочками-сиротами. Недавние долгосрочные проекты касались заботы о здоровье, грамотности, обеспечении продовольствием и предоставлении образования в сферах сельского хозяйства, туризма и отдыха. Члены фонда взяли на себя заботу об оказании помощи пострадавшим от цунами в Индонезии и от ураганов в Доминиканской Республике, Гондурасе и США[123][124].
- Служение ради мира (кор. 서비스포피스, англ. Service for Peace, SFP) — некоммерческая организация, основанная в 2001 году третьим сыном Мун Сон Мёна, Хён Джин Престон Муном. По состоянию на апрель 2007 года организация открыла отделения в Северной Америке, Центральной Америке, Карибском бассейне, Европе, Азии, Африке и Океании. В США организация занималась волонтерским воспитание молодежи на кампусах[125][126][127][128].

## Молодежь
- Студенческая ассоциация по изучению принципов (кор. 대학원리연구회, англ. Colleagiate Association for the Research of Principles, CARP) — молодежная организация, основанная в 1955 году с целью содействия «межкультурному, межрасовому и международному сотрудничеству»[129][130][131]. Молодые люди работают над пропагандой сексуального воздержания до брака и верности в браке, а также над предотвращением эксплуатации детей; они также заботятся о жертвах секс-торговли в Таиланде[132][133][134]. В 1996 году члены собрали 3500 подписей в рамках кампании против порнографии[135].
- Корейское молодёжное движение за чистую любовь — молодёжная неправительственная некоммерческая организация Кореи, основанная Мун Сон Мёном в 1997 году с целью пропагандирования чистоты в браке и целомудрия до брака и предотвращению изнасилований и психических отклонений на сексуальной почве. Организация формально зарегистрирована в 1999 году[136].
- Федерация молодёжи за мир во всём мире (англ. Youth Federation for World Peace, YFWP) — одна из крупнейших международных молодёжных неправительственных организаций Южной Кореи, основанная Мун Сон Мёном и входящая в Национальный консультативный совет по объединению при правительстве Республики Корея[137].
- Глобально-молодежный корпус мира (англ. Global Peace Youth Corps) — это благотворительная организация, являющаяся дочерней организацией Фонда Глобального фестиваля мира, расположенная в Вашингтоне и в других городах США, а также действующая в разных странах мира, таких как Филиппины, Непал, Кения, Корея и т. д.[138].

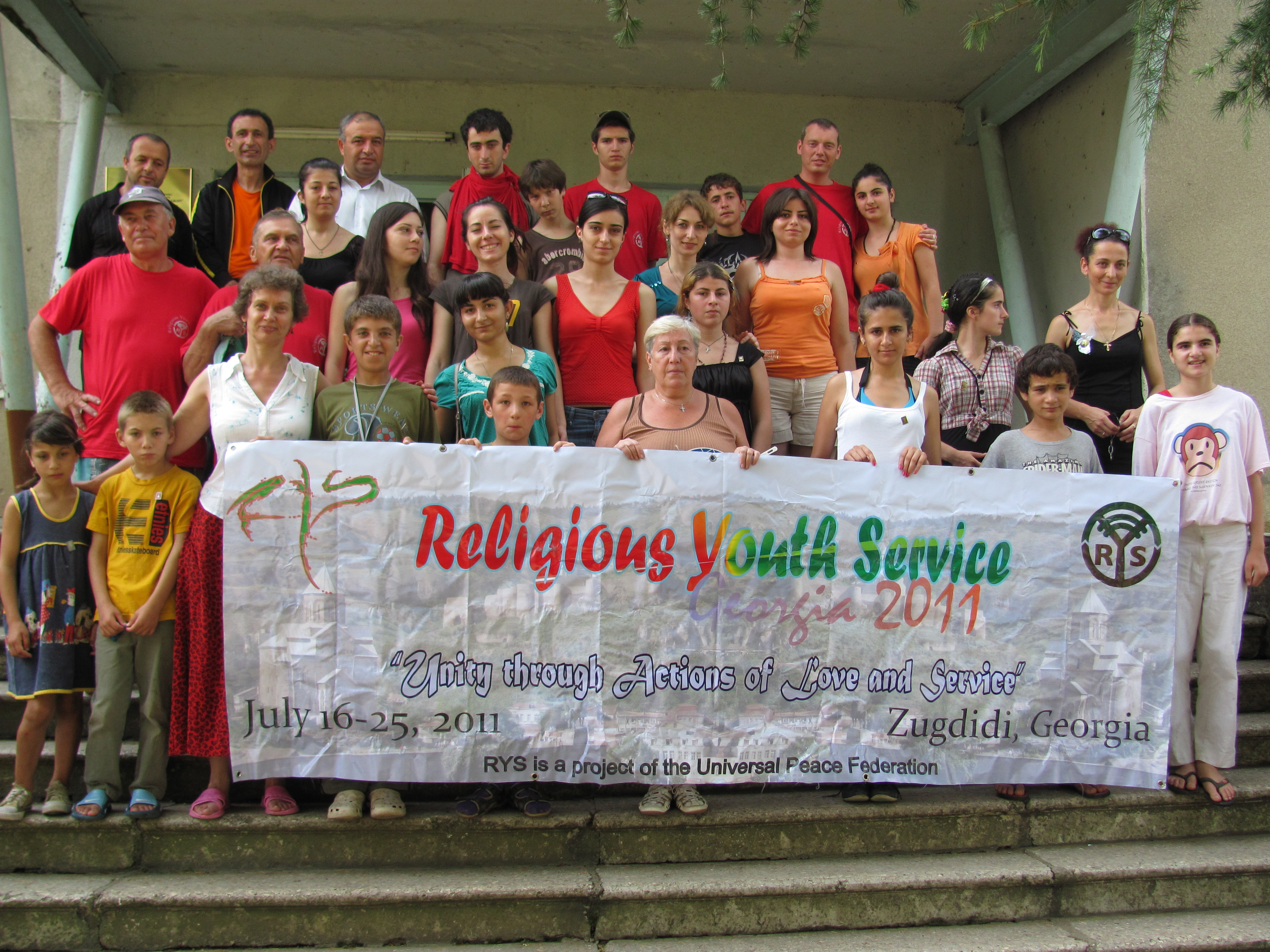
Служение верующей молодёжи, Тбилиси, Грузия, июль 2011 года

- Служение верующей молодёжи, Тбилиси, Грузия, июль 2011 годаСлужение верующей молодёжи (англ. Religious Youth Service, RYS) — межрелигиозная организация для осуществления гуманитарных проектов. Первый проект RYS прошел в июле 1986 на Филиппинах. В последующие годы состоялось более 100 проектов в 40 странах, которые включали строительство и ремонт общественных зданий, школ, домов для бездомных и беженцев, игровых площадок, туалетов[139].

## Права человека
- Международная коалиция за свободу вероисповедания (англ. International Coalition for Religious Freedom, ICRF) — общественная правозащитная организация, базирующаяся в штате Вирджиния, США. Ее президентом является Дэн Фефферман. Основанная в 1980-х годах, она занимается защитой прав верующих в случаях нарушения их свободы вероисповедания со стороны государственных органов[140][141][142][143].
- Комитет по американской конституции (англ. American Constitution Committee) — декларируемая, как стоящая вне политики и религии правозащитная организация, действующая в США, основанная в 1987 году[144].
- Американский совет за свободную Азию (англ. American Council for Free Asia, ACFA) — лоббистская организация в США для продвижения консервативных семейных ценностей[145][146].
- Американский совет за свободу мира (англ. U.S. Council for World Freedom, USCWF) — неправительственная организация, направленная на борьбу с распространением идей коммунизма в Латинской Америке[147], считалась американским отделением всемирной антикоммунистической лиги (World Ani-communist league)[148]
- Американская молодёжь за справедливый мир (англ. American Youth for a Just Peace, AYJP) — консервативная антивоенная антикоммунистическая организация, созданная Мун Сон Мёном[149]. Действовала в кампусах университетов, включая университеты Лиги плюща. В 1970 году делегацию Американской молодежи за справедливый мир из десяти человек принимал Президент Вьетнама в Президентском дворце с тем, чтобы повлиять на американскую внешнюю политику в пользу страны[150]. Отчеты организации о перспективах мира в Южной Азии были представлены на слушаниях Конгресса США[151].

## Межрелигиозные отношения

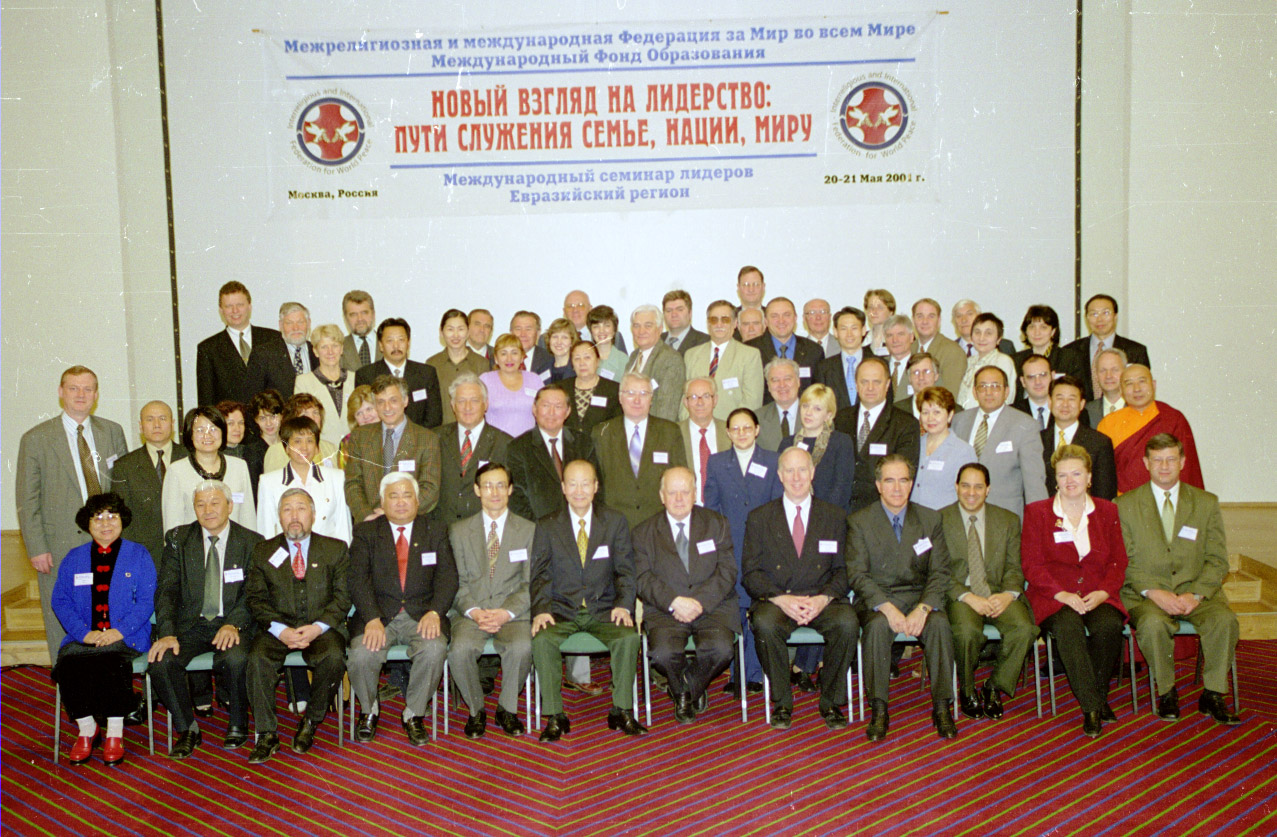
Участники, Международный семинар лидеров, Межрелигиозная межнациональная федерация за мир во всём мире, Москва, 20-21 мая 2001 года

- Участники, Международный семинар лидеров, Межрелигиозная межнациональная федерация за мир во всём мире, Москва, 20-21 мая 2001 годаМежрелигиозная межнациональная федерация за мир во всём мире (англ. International and Interreligious Federation for World peace, IIFWP) — межрелигиозная организация, основанная в 1999 году[152]. Переименована в Федерацию за всеобщий мир в 2005 году.
- Чхонбоккун — межрелигиозный храм в Сеуле, Республика Корея
- Ассамблея мировых религий (англ. The Assembly of the World’s Religions) — организация основанная Мун Сон Мёном в США. Первая ассамблея прошла с 15 по 21 ноября 1985 года в Макафи, штат Нью-Джерси, США. Вторая — с 15 по 21 августа 1990 года в Сан-Франциско[153].
- Межрелигиозная федерация за мир во всем мире (англ. Interreligious Federation for World Peace, IRFWP)[154][155]
- Всемирное писание (англ. World Scripture) — это антология священных текстов религий мира, подготовленная Международным религиозным фондом (США, Нью-Йорк). Ее составители предприняли попытку показать сходство и различие между догмами, этическими учениями, ритуальными установлениями и правилами религиозной жизни многих существующих ныне религий — как тех, чья история насчитывает тысячелетия, так и тех, которые возникли в XIX и XX веках[156].

## Здравоохранение
- Центр антираковых исследований Ильхва — больница в Республике Корея[157].
- Больница Чхоншим — больница в Республике Корея с 2020 года носит название Magnolia International Medical Center[158][159].
- Компания Ilhwa — южнокорейский производитель женьшеня и сопутствующих товаров[160].
- Больница Иссин (англ. Isshin Hospital) — больница в Японии, которая, практикует как современную, так и традиционную азиатскую медицину[161][162].

## Политика
- TheConservatives.com — политический сайт для поддержки консервативного движения в США, созданный совместно с консервативным стратегическим исследовательским институтом Heritage Foundation[163][164].
- Семейная партия за объединение и мир (англ. англ. Peace United Family Party) — южнокорейская политическая партия, основанная Мун Сон Мёном, одной из главных целей которой является воссоединение Кореи[165].
- Корейский фонд культуры и свободы (Korean Cultural and Freedom Foundation) — негосударственный фонд, основанный в Вашингтоне, США, в марте 1964 года[166]. В 1970-х годах организовал кампанию публичной дипломатии в Соединенных Штатах для поддержки Южной Кореи. Бывшие президенты США Гарри Трумэн и Дуайт Эйзенхауэр были названы почетными президентами, а бывший вице-президент Ричард Никсон был назначен директором[167].
- Международная Федерация победы над коммунизмом (англ. International Federation for the Victory over Communism, IFVOC)
- Верховенство свободы (англ. Freedom Leadership Foundation, FLF) — общественный фонд, располагающийся в Вашингтоне занимающийся правозащитной деятельностью и благотворительностью, а также связанный с Всемирной антикоммунистической лигой. Основан Мун Сон Мёном в 1969 году[168][169][170].
- CAUSA International — антикоммунистическая просветительская организация, созданная в Нью-Йорке в 1980 году[171]. В 1980-х годах она была активна в 21 стране. В Соединенных Штатах она спонсировала образовательные конференции для евангельских и фундаменталистских христианских лидеров[172], а также семинары и конференции для испаноязычных американцев и консервативных активистов[173][174].
- Совет на высшем уровне о мире во всём мире (англ. Summit Council for World Peace, SCWP) — неправительственная организация, работающая в сфере связей на высоком уровне[175][176]. Совет впоследствии был преобразован в Международный совет на высшем уровне за мир[177].
- Всемирное скоростное шоссе (англ. International Highway of Peace) — это крупная международная инициатива, чтобы соединить страны и континенты по всему миру. Проект строительства Международного шоссе мира был предложен Муном на Международной конференции по единству наук (ICUS) в 1981 году. Он также предложил построить шоссе между бывшими врагами, Южной Кореей и Японией, а также «туннель мира» через Берингов пролив[178].
- Вашингтонский институт ценностей в государственной политике (англ. Washington Institute for Values in Public Policy) — аналитическая организация, основанная в 1983 году в Вашингтоне[179][180][181].
- Национальный комитет против религиозного фанатизма и расизма (англ. National Committee Against Religious Bigotry and Racism) — межрелигиозная организация, работавшая в 1980-х годах и состоящая в основном из пасторов афроамериканских церквей Америки[182][183][184].
- Национальный комитет молитвы и поста (англ. National Prayer and Fast Committee) — организация, созданная для поддержки президента Ричарда Никсона во время Уотергейтского скандала[185][186][187].
- Радио Свободная Азия (англ. Radio Free Asia) — негосударственная радиостанция, работавшая в 1970-х годах в США[188].

## Спорт

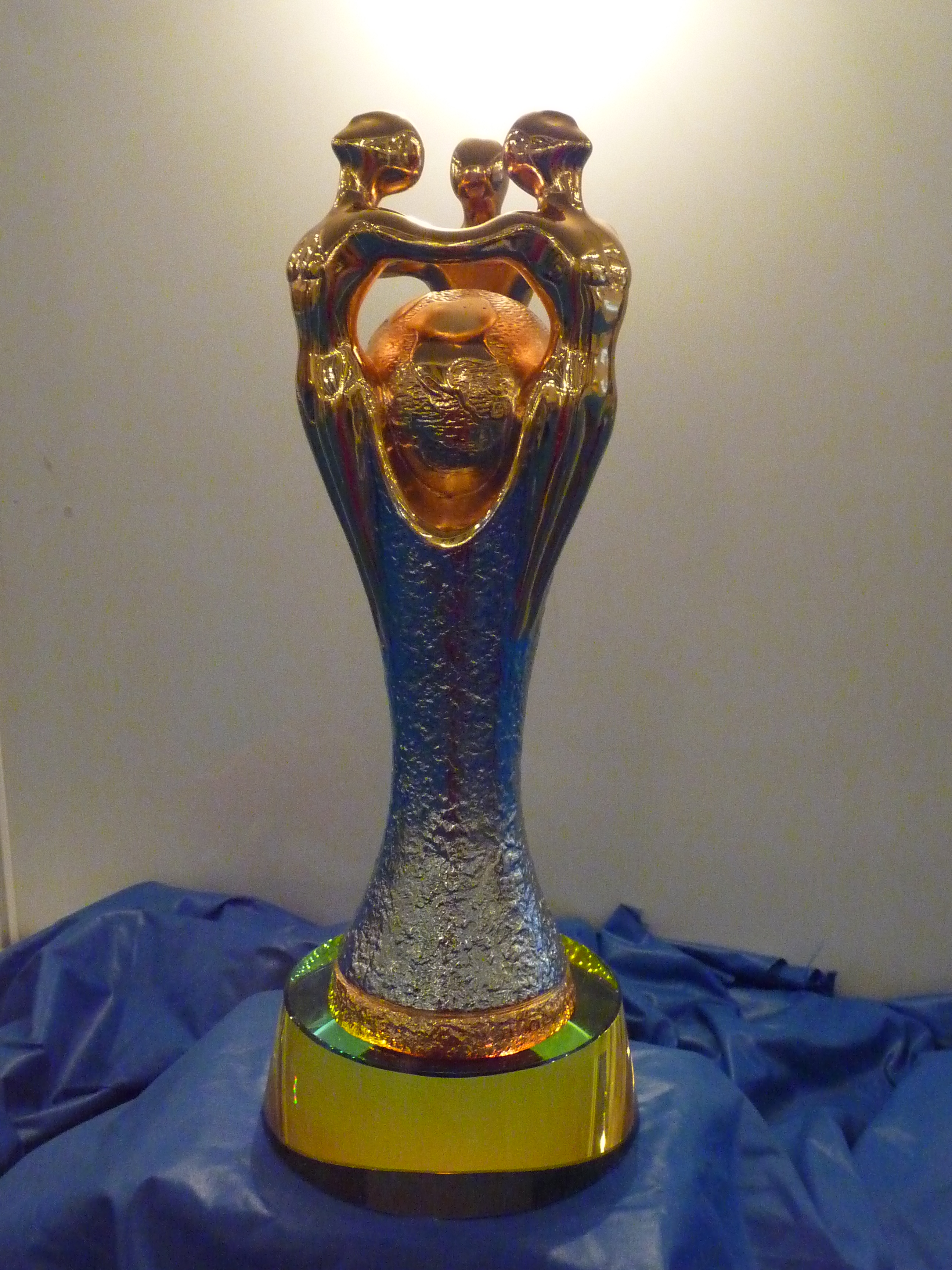
Футбольный кубок мира (Peace Cup), 2008 год

- Футбольный кубок мира (Peace Cup), 2008 годТонъиль-му-до (англ. Tong Il Moo Do) — вид смешанных боевых искусств, который был разработан обладателем чёрного пояса пятого дана Джун Хо Соком[189].
- Centro Esportivo Nova Esperança, Clube Atlético Sorocaba — бразильские футбольные команды[190][191] под патронажем Движения объединения. Дли них Движение приобрело в Жардиме (Бразилия) более 55 тыс. га земли под футбольные поля[192][193][194], и чемпионаты на национальном уровне[195]. Экс-министр спорта Бразилии и легендарный футболист Пеле встречался с Мун Сон Мёном в ходе проекта[196].
- Соннам — южнокорейская футбольная команда под патронажем Движения объединения с 1989 года[197][198].
- Кубок Мира (англ. Peace Cup) — Международный турнир по футболу. Футбольный фонд Sunmoon Peace Football Foundation, основанный Церковью Объединения в 2003 году, спонсирует Кубок мира, пригласительный предсезонный товарищеский футбольный турнир для клубных команд, который в настоящее время проводится каждые два года[199]. В нем участвуют восемь клубов с нескольких континентов, хотя в 2009 году в нем участвовало 12 команд. Первые три соревнования прошли в Южной Корее, а Кубок мира Андалусии 2009 года прошел в Мадриде и Андалусии, Испания[200][201][202] .
- Футбольный фонд мира Санмун (англ. Sunmoon Peace Football Foundation) — футбольный фонд в Сувоне, Южная Корея, основанный Мун Сон Мёном в 2003 году и сотрудничающий с Министерством культуры, спорта и туризма Республики Корея. Фонд владеет клубом «Соннам Ильхва Чхонма» и бразильскими СЭНЭ и «Атлетико Сорокаба»[203][204].
- Всемирная федерация спортивной рыбалки (англ. World Sport Fishing Federation) — организация для проведения международных соревнований по морской спортивной рыбалке[205].

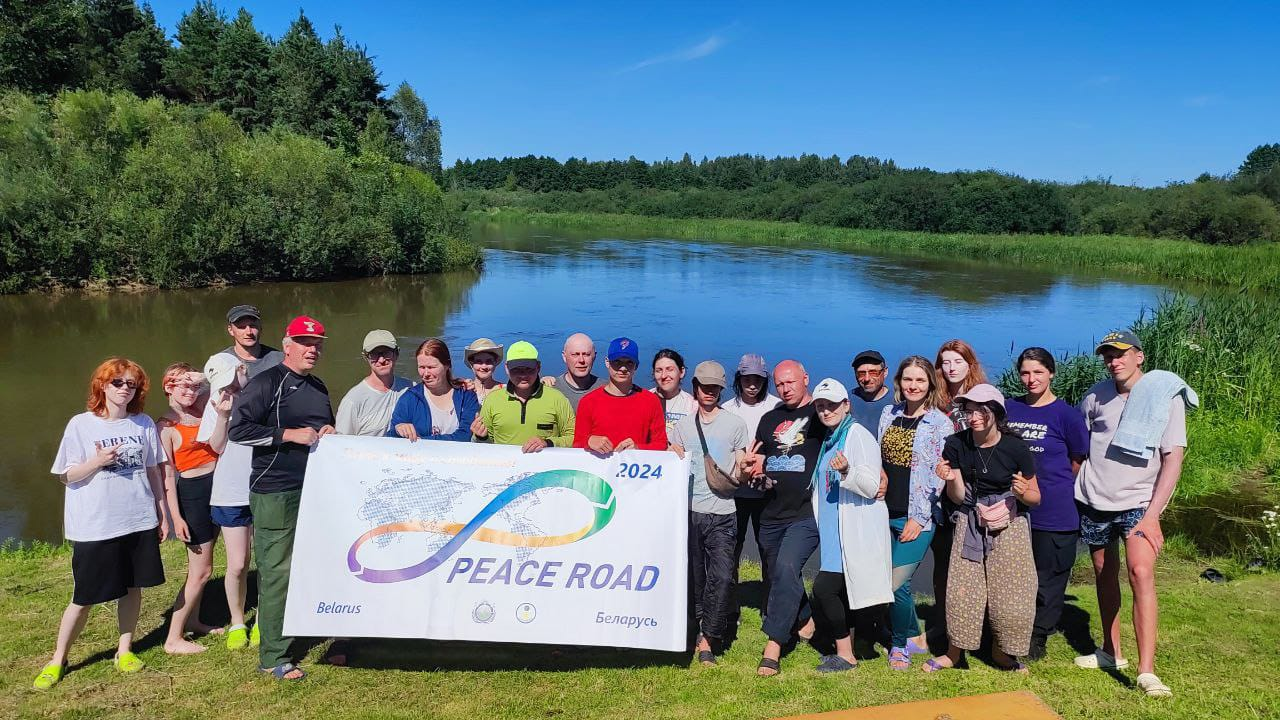
Шоссе мира, Белоруссия, 7 июля 2024 года

- Шоссе мира, Белоруссия, 7 июля 2024 годаШоссе мира (англ. Peace Road) — волонтерский спортивный проект, проходит в 120 странах мира Федерацией за всеобщий мир[206][207][208].

## СМИ
- Insight on the News (сокр. Insight) — американский консервативный печатный и онлайн-журнал новостей. Принадлежал News World Communications[209][210][211][212].
- New York City Tribune — газета, издававшаяся в Нью-Йорке, США[213].United Press International

United Press International

- UPI (англ. United Press International) — информационное агентство США, в прошлом одно из крупнейших в мире. Штаб-квартира расположена в Вашингтоне. В 2000 году куплено медиакомпанией News World Communications[211].
- Washington Golf Monthly — издание в составе News World Communications[214].
- АмериканЛайфТВ (англ. American Life TV) — кабельный канал в США[215][216].
- Вашингтон Стар (англ. The Washington Star) — американская газета, предшественник Вашингтон Таймс[217].

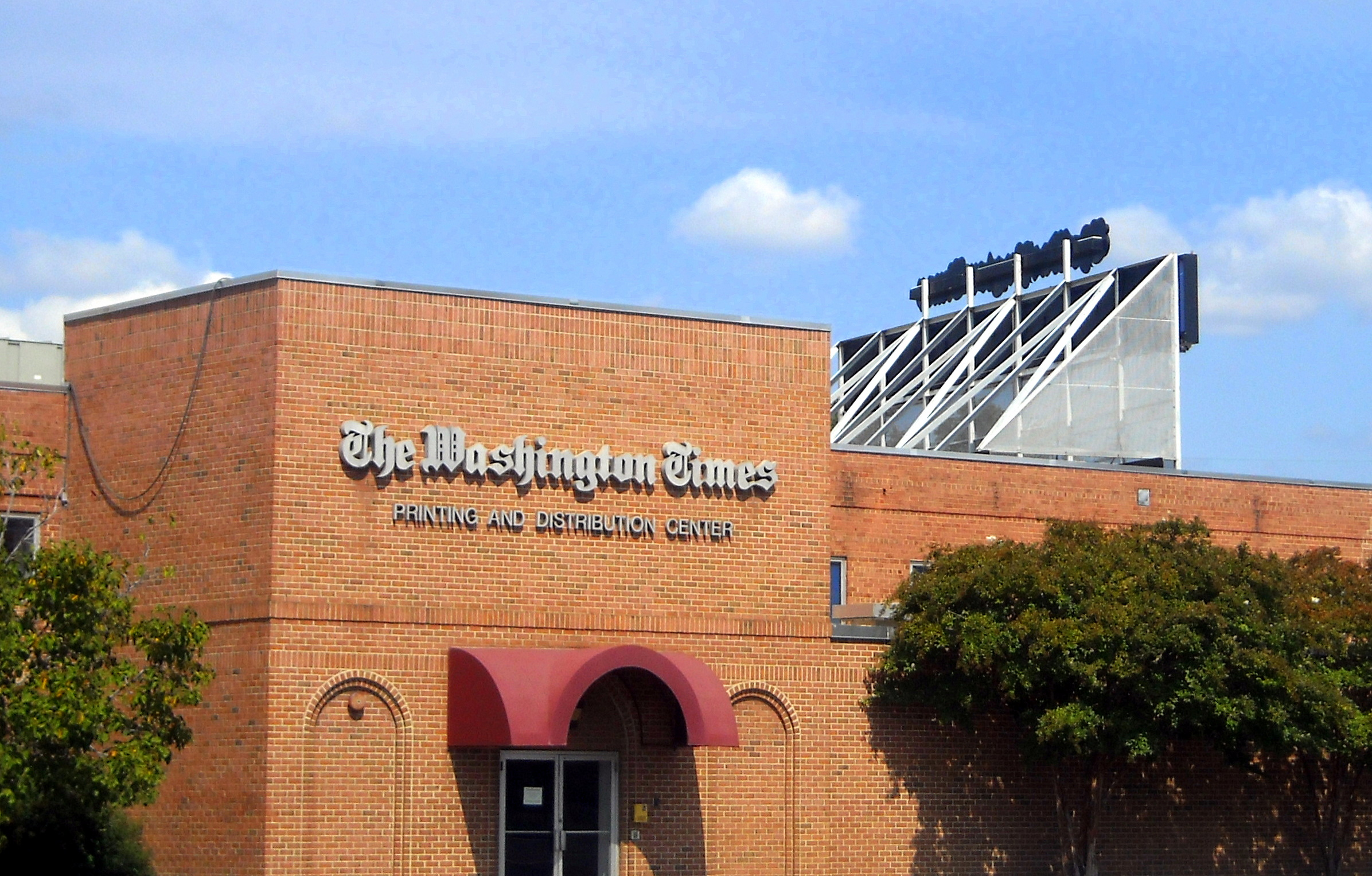
Здание газеты Вашингтон Таймс

- Здание газеты Вашингтон ТаймсВашингтон Таймс (англ. The Washington Times) — консервативная газета, издаваемая в США. Редакция расположена в Вашингтоне. Газета создана в 1982 году по инициативе общественного и религиозного деятеля Мун Сон Мёна. По состоянию на 1992 год количество подписчиков газеты насчитывало 100 тысяч[211]. Газета поддерживает благотворительный фонд Вашингтон Таймс.
- Всемирная ассоциация средств массовой информации (англ. World Media Association, WMA) — основанная в 1982 году, является международным консорциумом журналистов и лидеров общества, которые стремятся к построению более стабильного мира, где будут высоко цениться этические качества каждого человека, где будет приветствоваться межкультурное и межрасовое сотрудничество и активное участие всех людей в формировании будущего планеты[218].
- ГольфСтайлс (англ. GolfStyles) — региональный журнал о гольфe, публикуемый в городе Фэйрфакс, Виргиния и продаваемый в Вашингтоне[219].
- The Zambezi Times — газета, издававшаяся в ЮАР[220].
- Манхэттен (англ. Manhattan Magazine) — популярный глянцевый журнал о жизни Нью-Йорка. Один из старейших журналов США. Предоставляет различные авторитетные рейтинги[221][222].
- Мидл Ист Таймс (англ. Middle East Times) — еженедельная печатная и электронная газета, основанная в 1983 году, освещающая региональные новости в странах Ближнего Востока, а также Европы, Америки, Индии и Пакистане, ориентирована на англоязычную аудиторию эмигрантов на Ближнем Востоке, была также нацелена на бизнесменов, интеллектуалов и эмигрантов в Египте[219].
- World & I — полноцветный многостраничный научно-популярный журнал, издававшийся в США[223]
- Мир спорта (англ. Sports World) — ежедневная газета о спорте[224].
- Ньюс Уорлд Комьюникейшнс (англ. News World Communications)[211]— международная корпорация средств массовой информации[225]. Основана в Нью-Йорке в 1976 году Сон Мён Муном. Его первые две газеты, The News World (позже переименованная в New York City Tribune) и испаноязычная Noticias del Mundo, издавались в Нью-Йорке с 1976 по начало 1990-х годов. News World Communications принадлежат United Press International, The World and I, Tiempos del Mundo (Латинская Америка), The Segye Ilbo (Южная Корея), The Sekai Nippo (Япония), Zambezi Times (Южная Африка), The Middle East Times)[226]. До 2008 года компания издавала базирующийся в Вашингтоне новостной журнал Insight on the News[225]. До 2010 года ей принадлежала The Washington Times. 2 ноября 2010 года Сон Мён Мун и группа бывших редакторов Times приобрели газету у Ньюс Уорлд[227].
- Сеге Ильбо — это корейская ежедневная широкоформатная газета, основанная 1 февраля 1989 и принадлежащая концерну Тонъиль групп[228].
- Сэкай Ниппо (яп. 世界日報) — ежедневная полноцветная газета на японском языке, принадлежащая организации Ньюс Уорлд Комьюникейшнс[211].
- Тиемпос Дель Мундо (исп. Tiempos del Mundo) — газета, выходившая в испаноязычных странах Латинской Америки[229]. В 1996 году Движение объединения открыло газету с $10-миллионным бюджетом, тиражируемую в 16 странах Латинской Америки, «газету на половину Полушария», как её назвала Нью-Йорк Таймс[211][230].

## Издательства
- Вашингтон Институт Пресс (англ. Washington Institute Press) — издательство, публикующее книги известных политиков, таких как Ли Герберт Гамильтон, и о политиках, таких как Президент Заира Мобуту Сесе Секо, о внешнеполитическом курсе Вашингтона. Также издательство публикует книги об экологии и коммунизме. Книги издательства доступны в Библиотеке Конгресса США, библиотеках Кембриджского университета, Стэнфордского университета и других университетов мира[231].
- New Era Books — научное издательство в США[232].
- Парагон Хаус (англ. Paragon House Publishers) — американское издательство, публикующее и печатающее тысячи книг сотен ученых, писателей и политиков, большинство из которых имеются в наличии в правительственных архивах[233][234][235][236][237]. Основано в 1982 году. Директор Мун Сон Мён. Главный редактор Гордон Андерсон[238]. Более трёхсот тематик, включая качественные книги[239] по внешней политике, философии религии и науки, международной истории и т. д.[240][241][242][243] Издательство располагается в одном из деловых районов Нью-Йорка в здании с бесплатной парковкой с типографской площадью 4000 м², но большинство заказов приходят из-за рубежа.[40] Издательство было основано Мун Сон Мёном[244] в 1982 году. Издательству принадлежит крупная модернизированная библиотека при Университете Западного Лондона[245]. Помимо печатания книг, издательство также реализует их на сумму в $2,5 млн в год.[246]. Также издательство выпускает собственную энциклопедию под названием Словарь правописания от Парагон Хаус, который доставляется бесплатно по всему миру.[247] В консультативный совет издательства входят профессора из университетов Лиги плюща[248]. Основными приоритетами публикаций являются: вопросы философии, книги о геноциде и Холокосте, серия Омега: Работы по развитию человеческого потенциала и природы высшей реальности, охватывающие мистику, психические исследования, эволюцию сознания и саморазвитие ума, тела и духа, серия Книги новой эпохи: книги по мировым религиям и межрелигиозному диалогу, серия Либерально-демократические сообщества — книги сосредоточены на понимании демократии и её функционирования в современном мире, вопросы окружающей среды: Книги направлены на понимание проблем, которые влияют на окружающую среду[249].

## Туризм

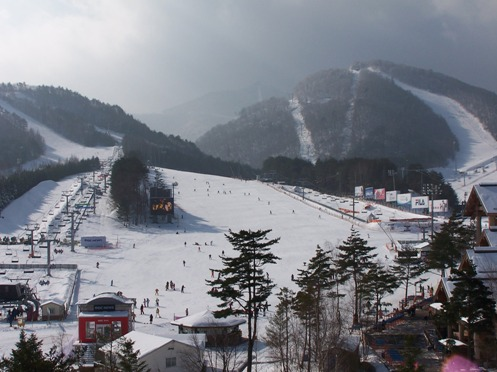
Лыжный курорт Ёнпхён

- Лыжный курорт ЁнпхёнЁнпхён — горнолыжная база в Пхёнчане, Республика Корея, которая принимала Зимние Олимпийские игры 2018[250][251]. В 2005 году правительство Республики Корея в целях развития туризма и строительства предоставило Мун Сон Мёну в пользование землю в провинция Чолла-Намдо, город Йосу. Корея была кандидатом на проведение всемирной выставки Экспо-2012 в Йосу, но проиграла жребий Шанхаю, позднее принимала у себя Зимние Олимпийские игры 2018 в Пхёнчхане на принадлежащей Мун Сон Мёну горнолыжной базе Ёнпхён[252].
- The Ocean Resort и Pineridge Resort — курорты в Республике Корея. Движение объединения занимает третье место на рынке туризма Южной Кореи[253]. Её пансионаты The Ocean Resort и Pineridge Resort, расположенные в Йосу, Республика Корея, принимали Экспо-2012[254].

## Недвижимость

### США
- В 1970-х годах Церковь Объединения Соединенных Штатов начала делать крупные инвестиции в недвижимость. Церковные здания были приобретены по всей стране. В штате Нью-Йорк были приобретены поместье Бельведер, Теологическая семинария Объединения и отель «Нью-Йоркер». Международная штаб-квартира церкви была основана в Нью-Йорке. В Вашингтоне, округ Колумбия, церковь приобрела церковное здание у Церкви Иисуса Христа Святых последних дней[255], и в Сиэтле исторический особняк Роллана Денни за 175 000 долларов в 1977 году[256][257]. В 1991 году Дональд Трамп раскритиковал инвестиции Церкви Объединения в недвижимость как потенциально разрушительные для общества[258].
- USP Rockets LLC — в 2008 году партнерство по инвестициям в недвижимость, связанное с церковью, USP Rockets LLC действовало в Ричмонде, штат Вирджиния[259]. В 2011 году связанная с церковью Национальная гостиничная корпорация продала отель Sheraton National[260].

### Уругвай
- По состоянию на декабрь 1994 года Движение инвестировало в Уругвай 150 миллионов долларов. Члены организации владеют крупнейшим отелем страны, одним из ведущих банков, второй по величине газетой и двумя крупнейшими типографиями[261].

### Республика Корея
- Музей Чхонджонгун — это официальная штаб-квартира Движения объединения[262], построенная в 2006 году и выполняющая одновременно функцию музея, хранящего свидетельства исторических событий движения[263][264][265].

## Бизнес

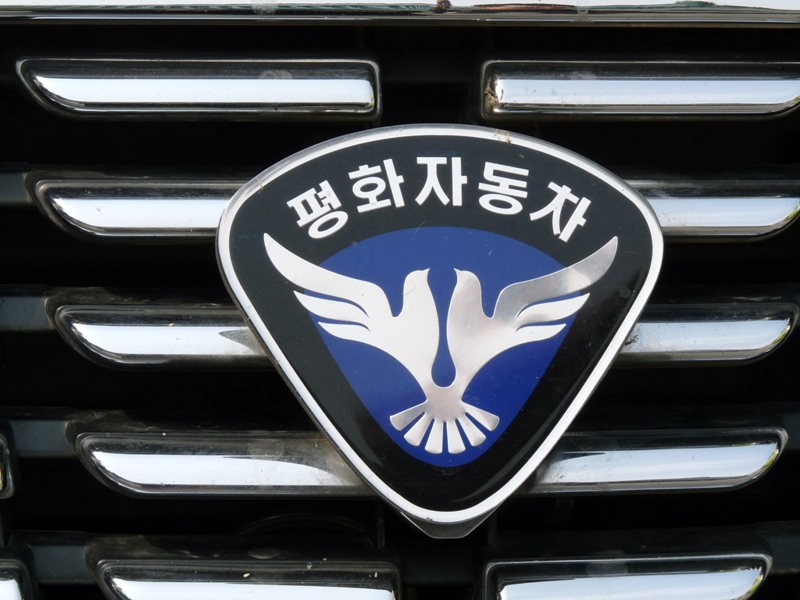
Pyeonghwa Motors

- Pyeonghwa MotorsPyeonghwa Motors — производитель автомобилей, базирующийся в Сеуле, Южная Корея. Компания участвует в совместном предприятии с северокорейской Ryonbong General Corp. Совместное предприятие производит два небольших автомобиля по лицензии Fiat[266], а также пикап и внедорожник с использованием полных комплектов для разборки от китайского производителя Dandong Shuguang . Пхёнхва обладает эксклюзивными правами на производство, покупку и продажу подержанных автомобилей в Северной Корее. Однако большинство жителей Северной Кореи не могут позволить себе машину. Сообщается, что из-за очень небольшого рынка автомобилей в стране объем производства в Пхёнхве очень низок. В 2003 году было выпущено всего 314 автомобилей, хотя завод имел мощности для выпуска до 10 000 автомобилей в год[267]. Эрик ван Инген Шенау, автор книги «Автомобили, сделанные в Северной Корее», оценил общий объем производства компании в 2005 году не более чем в 400 единиц[268]. C 2000 года Пхёнхва Моторс Движения объединения инвестировал более $300 млн в автомобилестроение КНДР[269]. В 2003 году в Пхеньяне появляются первые в истории КНДР биллборды; на биллбордах была изображена продукция Пхёнхва Моторс. Согласно The Washington Post, Движение объединения сыграла определённую роль в сдвиге плановой экономики КНДР к рыночной[270].В 2012 году Хан Хакча, вдова Мун Сон Мёна, передала КНДР принадлежащую ей долю в автомобильной компании Pyeonghwa Motors General. Выход из автомобильного бизнеса принят согласно воле скончавшегося Мун Сон Мёна[271].
- Группа Тонъиль (англ. Tong Il Group) — компания, основанная в 1963 году Сон Мён Муном. Её основным направлением деятельности было производство, но в 1970-х и 1980-х годах оно расширилось за счет основания или приобретения предприятий в области фармацевтики, туризма и издательского дела[272]. По словам Энн Крюгер, сказанным в 1988 году, Мун Сон Мён в течение ряда лет был вторым крупнейшим экспортером корейских товаров в зарубежные страны[273].В 1990-х годах группа предприятий пострадала в результате азиатского финансового кризиса 1997 года. К 2004 году компания теряла деньги, и ее долг составлял 3,6 миллиарда долларов. В 2005 году сын Сон Мён Муна, Кук Джин Мун, был назначен председателем[272]. Среди основных холдингов группы: компания Ilwha, производящая женьшень и сопутствующие товары; Ilshin Stone, строительные материалы; и Tongil Heavy Industries, детали машин, включая тяжёлое оборудование[274]. Акции четырёх компаний концерна Тонъиль групп котируются на Корейской фондовой бирже[230].
- Master Marine — судостроительная и рыболовная компания в Алабаме, США[275]. Международная компания морепродуктов находится в Кадьяке, Аляска, США[276][277]. В 2011 году открыла завод в Лас-Вегасе, штат Невада, США, по производству 27-футового прогулочного катера, спроектированного Муном[278][279].
- True World Foods — компания, которая контролирует большую часть торговли суши в США[280][281]. Материнская компания True World Foods — это корпоративный конгломерат True World Group, который управляет ресторанами и продуктовыми рынками[282]. В 1976 и 1977 годах Церковь инвестировала почти миллион долларов в американскую индустрию морепродуктов[280]. В 1986 году Мун Сон Мён посоветовал своим последователям открыть тысячу ресторанов в Америке[280]. Движение объединения является де-факто монополистом на рынке суши-ресторанов в США и владеет приблизительно девятью тысячами подобных сетевых ресторанов[230]. В некоторых городах США Движение объединения является крупнейшим работодателем[283].
- One Mind Farms — ферма по выращиванию шиншилл[284].
- Потхонгган — гостиница в Пхеньяне, КНДР.
- National Hospitality Corporation — гостиничный холдинг[285], в который входит Гостиница Нью-Йоркер[286][287].
- Тонъиль Эйр Системс и Times Aerospace Korea — авиапредприятие. В 2004 году Мун Сон Мён объявил о приобретении компанией Washington Times Aviation аэрокосмического завода в Азии, производящего по субконтракту вертолёты Sikorsky[288]. Мун Сон Мён совершал поездки по странам на своем частном самолёте стоимостью $50 млн[289]. В этом же году Мун Сон Мёном был приготовлен $1,5-миллиардный проект по строительству 70-этажных небоскрёбов-близнецов в Сеуле[290], а годом позже был куплен в Сеуле участок площадью 46000 м² под строительство небоскребов[291].
- Panda Motor Co. — крупнейший инвестиционный проект в КНР в 1989 году, автомобилестроительный завод[292].
- Кахр-Армс (англ. Kahr Arms) — производитель спортивного стрелкового оружия США, основанный Мун Кук Чином, сыном Мун Сон Мёна, который является главным исполнительным директором и Президентом. Kahr Arms принадлежит Сэйло Корпорейшн, дочерней организации Тонъиль групп[293].
- Кредитный банк Уругвая (исп. Banco de Crédito) — один из старейших и крупнейших банков в Уругвае, основанный в 1908 году. Имеет 29 филиалов и 600 сотрудников. Во время военно-гражданской диктатуры в стране был приобретен Мун Сон Мёном[294].

### Исследования
- Biermans, J. 1986, The Odyssey of New Religious Movements, Persecution, Struggle, Legitimation: A Case Study of the Unification Church Lewiston, New York and Queenston, Ontario: The Edwin Melton Press ISBN 0-88946-710-2
- Breen, Michael (1997). Sun Myung Moon: The Early Years, 1920—1953. Hurstpierpoint, West Sussex: Refuge Books ISBN 9780953163700, 0953163709
- Durst, Mose. 1984. To bigotry, no sanction: Reverend Sun Myung Moon and the Unification Church. Chicago: Regnery Gateway. ISBN 978-0-89526-609-5
- Fichter, Joseph Henry. 1985. The holy family of father Moon. Kansas City, Mo: Leaven Press. ISBN 978-0-934134-13-2
- Ford, Arthur (1968). Unknown But Known: My Adventure into the Meditative Dimension. New York: Harper and Row.
- Gullery, Jonathan. 1986. The Path of a pioneer: the early days of Reverend Sun Myung Moon and the Unification Church. New York: HSA Publications. ISBN 978-0-910621-50-2
- Hickey, Patrick 2009, Tahoe Boy: A journey back home. John, Maryland: Seven Locks Press. ISBN 978-0982229361
- Introvigne, M., 2000, The Unification Church, Signature Books, ISBN 1-56085-145-7
- Judah, J. S., ed. M. Mickler, Introduction to the History and Beliefs of the Unification Church." In The Unification Church in America: A Bibliography and Research Guide (1987) 3-30.New York: Garland
- Kim, Young Oon, 1980, Unification Theology, Barrytown, NY: Unification Theological Seminary, LCCN 80-52872
- Mickler, Michael L. (1980). ‘A History of the Unification Church in the Bay Area: 1960-74’. M.A. Thesis, Graduate Theological Union, Berkeley CA.
- Mickler Michael L.. The Unification Church Movement. — Cambridge University Press, 2022-12-03. — ISBN 978-1-009-24146-5, 978-1-009-24145-8.
- Pokorny Lukas and Franz Winter, eds. Handbook of East Asian New Religious Movements (2018) Leiden and Boston: Brill, 321—342
- Pokorny, Lukas. «Kingdom-Building» through Global Diplomatic and Interfaith Agency: The Universal Peace Federation (UPF) and Unificationist Millenarianism (2022) Department of Religious Studies, University of Vienna
- Sherwood, Carlton. 1991. Inquisition: The Persecution and Prosecution of the Reverend Sun Myung Moon. Washington, D.C.: Regnery Gateway. ISBN 978-0-89526-532-6
- Sontag, Frederick. 1977. Sun Myung Moon and the Unification Church, Abingdon Press. ISBN 0-687-40622-6
- Ward, Thomas J. 2006, March to Moscow: the role of the Reverend Sun Myung Moon in the collapse of communism. St. Paul, Minn: Paragon House. ISBN 978-1-885118-16-5
- Yongbok, Y. and Massimo Introvigne. Problems in Researching Korean New Religions: A Case Study of Daesoon Jinrihoe (2018) Journal of CESNUR 2, no. 5 (September-October 2018): 84-107
- Evangelical-Unification Dialogue. USA: Unification Theological Seminary, 1979. ISBN 9780932894021, 093289402X
- Constitutional Issues in the Case of Rev. Moon: Amicus Briefs Presented to the United States Supreme Court. Соединенные Штаты Америки: E. Mellen Press, 1984. ISBN 9780889468733, 0889468737
- Introvigne, Massimo. The Unification Church. USA: Signature Books, 2000. ISBN 9781560853695, 1560853697
- Артемьев А. И. «Религиеведение: основы общего религиеведения, история религий, религии в Казахстане» // Алматы, Издательство «Бестау» — 2011. — C.338. — 380 c. ISBN 978-601-281-025-7
- Артемьев А. И., Колчигин С. Ю., Цепкова И. Б. «Философия и история религии. Религии в Казахстане, Хрестоматия» // Алматы, ТОО «Антей» — 2002. — C. 439. — 504 с. ISBN 5-7090-0359-X
- Вилли Фотре, Патрисия Дюваль, Режис Дерикбур, Христиан Брюннер, Томас Негер, Герхард Безир, Мирослав Янкович Антисектантские движения и государственный нейтралитет. Предмет исследования: FECRIS: FECRIS — Европейская федерация центров по исследованию и информированию о сектантстве. N.p.: Санкт-Петербургский государственный политехнический университет, 2013.
- Гуревич П. С.. Всемирное Писание: Сравнительная антология священных текстов. Россия: Республика, 1995.
- Егоров, В.А. «Многообразие религиозных форм современной России» // Санкт-Петербург, Издательство Русской христианской гуманитарной академии, — 2022. —C.162. — 248 c. ISBN 978-5-907505-70-4
- Забияко А. П., Красников А. Н., Элбакян Е. С. «Религиоведение — энциклопедический словарь» // Москва, Академический проект, — 2006. — C.1174. — 1256 c. ISBN 5-8291-0756-2
- Кантеров Игорь. Новые религиозные движения в России (религиоведческий анализ). — М., 2006. — 472 с.
- Конрад Лёв. «О „ведьмах“ и охотниках за ведьмами» / Москва, Издательство «Гуманитарий», 1995 г.
- Прусак М. М., Борщев В. В. «Религиозные объединения Российской Федерации, Аналитическое управление Аппарата Совета Федерации Федерального Собрания Российской Федерации» // Москва, Издательство «Республика», — 1996. — C. 146. — 271 c. ISBN 978-5-250-02609-5
- Статистика религиозных организаций (2006 г.). // Свобода совести в россии: исторический и современный аспекты. Выпуск 6. Сборник статей. — М. — СПб.: Российское объединение исследователей религии. 2008
- Фишер М. П. «Живые религии» // Москва, Издательство «Республика», — 1997. — C. 313. — 368. ISBN 5-250-02654-0
- Элбакян Е. С. Новые религии в России, двадцать лет спустя: материалы Международной научно-практической конференции, Москва, Центральный дом журналиста, 14 декабря 2012 г. Россия: Издательство Древо жизни, 2013. ISBN 9785914700475, 5914700477
- Элбакян Е. С. «Энциклопедия религий» // Москва, Академический проект — 2008. — C.1401. — 1520 c. ISBN 978-5-8291-1084-0, 978-5-98426-067-1
- 反証櫻井義秀・中西尋子著『統一教会』, 魚谷俊輔／著 . 出版社名. 世界日報社. ページ数 ７９５ｐ. 発売日 2024年12月. ISBN 978-4-88201-102-6

### Аффилированные издания
- Divine Principle Translation Committee (1996). Exposition of the Divine Principle. New York: HSA-UWC.
- Eu, Hyo Won. Divine Principle. New York: Holy Spirit Association for the Unification of World Christianity, 1973.
- Exposition of the Divine Principle. New York: Holy Spirit Association for the Unification of World Christianity, 1996
- Family Federation for World Peace and Unification (2002). ‘A Cloud of Witnesses: The Saints’ Testimonies to True Parents’. URL: http://www.ffwpu.org.uk Accessed 10 November 2002.
- Holy Spirit Association for the Unification of World Christianity (1985). The Tradition. New York: Rose of Sharon Press.
- Holy Spirit Association for the Unification of World Christianity. Exposition of Divine Principle. New York: HSA-UWC, 1996.
- Kim, Won Pil. The Path of a Pioneer: The Early Days of Reverend Sun Myung Moon and the Unification Church. London: HSA-UWC, 1986.
- Kim, Young Oon (1963). The Divine Principles. (San Francisco: HSA-UWC).
- Kim, Young Oon (1973). Unification Thought. New York: Unification Thought Institute, 1973.
- Kim, Young Oon (1975). Unification Theology and Christian Thought, Golden Gate. (ISBN 99950-0-357-0)
- Kim, Young Oon. (1980) Unification Theology. New York: HSA-UWC.
- Moon, Sun Myung, 2009, As a Peace-Loving Global Citizen. Gimm-Young Publishers ISBN 0-7166-0299-7
- Moon, Sun Myung. Ch’eongnyeon-e Kalgil [The Way of Young People]. Seoul: Holy Spirit Association for the Unification of World Christianity, 1991.
- Moon, Sun Myung. Ch’ukbok-gwa Isang Kajan [Blessing and Ideal Family]. Prepared by the Family Federation for World Peace and Unification. Seoul: Seong Hwa Press, 1998.
- Moon, Sun Myung. Cheon Seong Gyeong. Prepared by the Family Federation for World Peace and Unification. Seoul: Seong Hwa Press, 2005.
- Moon, Sun Myung. Ddeut Gil [The Way of God’s Will]. Prepared by the Family Federation for
- Moon, Sun Myung. God’s Will and the World. New York: Holy Spirit Association for the Unification of World Christianity, 1980.
- Moon, Sun Myung. Hananim-ui Ddeut-gwa Segye [God’s Will and the World]. Prepared by the Family Federation for World Peace and Unification. Seoul: Seong Hwa Press, 1990.
- Moon, Sun Myung. Jisang Saenghwal-gwa Yoenggye [Earthly Life and the Spirit World]. 2 vols. Seoul: Holy Spirit Association for the Unification of World Christianity, 2000.
- Moon, Sun Myung. Moon Sun Myung Seonsaeng Malseum Seonjip [Sermons of the Reverend Sun Myung Moon]. 400+ volumes. Seoul: Seong Hwa Press, 1984.
- Moon, Sun Myung. Nam Bok Tongil [The Way of Unification of North and South Korea]. Seoul: Holy Spirit Association for the Unification of World Christianity, 1988.
- Moon, Sun Myung. Prayers: A Lifetime of Conversation with Our Heavenly Father. New York: HSA-UWC, 2000.
- Pobanz, Kerry, The Spirit-Person and the Spirit-World: An Otherdimensional Primer, (HSA Publications, 2001)
- Wells, Jonathan (1997). ‘Theological Witch-Hunt: The NCC Critique of the Unification Church’. Journal of Unification Studies. Vol. 1, pp. 23–39.
- World Peace and Unification. Seoul: Seong Hwa Press, 1997.
- Божественный принцип. Ассоциация святого духа за объединение мирового христианства. — 1997. — 450 с
- Pak, Bo Hi. Messiah: My Testimony to Rev. Sun Myung Moon. Соединенные Штаты Америки: University Press of America, 2000.
- Kwak, Chung Hwan. Бог и мы: принцип в основных чертах. Россия: Известия, 1992.
- Moon, Sun Myung. The Completed Testament Age and the Ideal Kingdom: Selections from the Speeches of Sun Myung Moon. USA: Holy Spirit Association for the Unification of World Christianity, 1997.
- Tanabe, Jennifer. Unification Thought Supplementary Materials. N.p.: Lulu.com, 2008.
- Moon, Sun Myung. World Scripture and the Teachings of Sun Myung Moon: World Scripture II. Соединенные Штаты Америки: HSA-UWC, 2017. ISBN 9781930549579, 1930549571
- Moon, Sun Myung. Science and Absolute Values: Twenty Addresses. Соединенные Штаты Америки: International Conference on the Unity of the Sciences, 1997. ISBN 9780892262014, 089226201X
- Godwin, John. Divine Principle in Plain Language: The Basic Theology of Sun Myung Moon. USA: Instant Publisher, 2002.
- The Fruits of True Love: The Life Work of Reverend Sun Myung Moon. USA: World Culture and Sport Festival 2000 Organizing Committee, 2000. ISBN 9781930549005, 1930549008
- Pak, Bo Hi. Inspirational messages and personal testimonies to Reverend Moon. USA: Holy Spirit Association for the Unification of World Christianity, 1999. ISBN 9780910621939, 0910621934
- Мун Сон Мён. Человек планеты, любящий мир: [воспоминания : пер. с англ.]. Россия: Московский печатный двор, 2010. ISBN 9785425300478, 5425300476
- Квак Чон Хван. Бог и мы: принцип в основных чертах. Россия: Известия, 1992. ISBN 9785206003536, 5206003530